# 帕拉东·斯里查潘

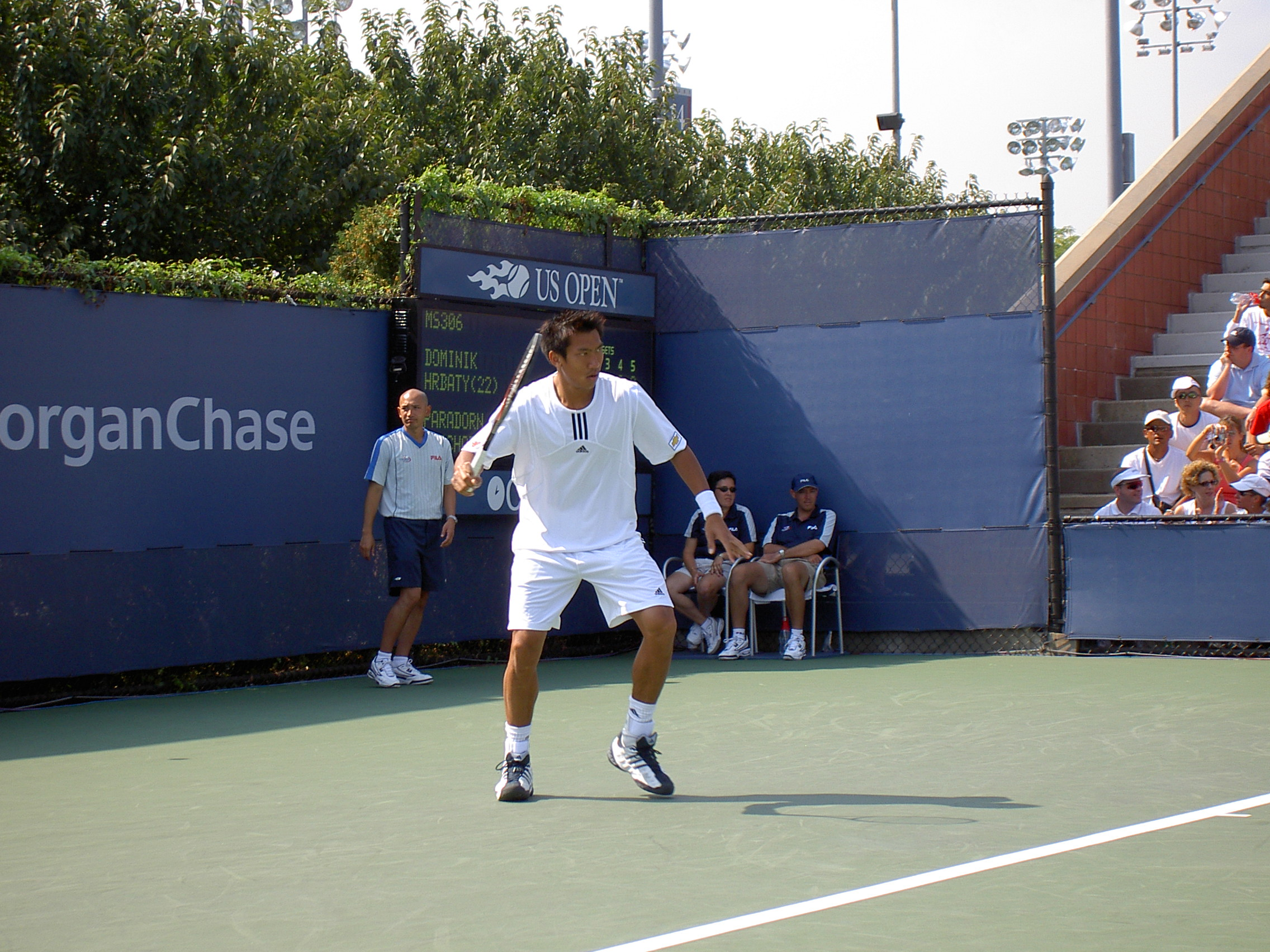
斯里查潘，2004年美國網球公開賽

帕拉东·斯里查潘（1979年6月14日—），泰国男子网球員，2000年代著名亞洲選手。大滿貫賽事最佳成績為第四圈，2003年温布頓、2003年美網、2004年澳網三度闖入第四圈，分別負於名將萊頓·休伊特、安迪·羅迪克、阿加西。世界排名最高达第9，这是亚洲男子网球选手史上最高排名，直到2014年的日本锦织圭超越。身高1米85。
2006年與來自俄羅斯的2005年度環球小姐冠軍纳塔丽·格列波娃結婚，一時佳話。2011年離婚。

## 个人情报
| 出生地     | 泰国曼谷                                                         |
| 出生年月日 | 1979年6月14日                                                    |
| 身高       | 185厘米                                                          |
| 体重       | 81公斤                                                           |
| 击球手     | 右手                                                             |
| 反拍       | 单手反拍                                                         |
| 婚姻状况   | 已婚、于2007年11月29日結婚                                       |
| 妻子       | 加拿大 娜塔莉·格勒波娃（Natalie Glebova） （页面存档备份，存于） |

## 赢得的公开赛
| 名次 | 日期       | 锦标赛           | 场地                  | 决赛对手                    | 比分            |
| 1.   | 2001年12月 | 曼谷, 泰国       | 室内硬地-Hard Indoors | 荷蘭 约翰·范·罗滕           | 6-2 6-3         |
| 2.   | 2002年8月  | 长岛, 美国       | 硬地-Hard             | 阿根廷 胡安·伊格纳西奥·切拉 | 5-7 6-2 6-2     |
| 3.   | 2002年10月 | 斯德哥尔摩, 瑞典 | 室内硬地-Hard Indoors | 智利 马赛洛·里奥斯          | 6-7 6-0 6-3 6-2 |
| 4.   | 2002年12月 | 金奈, 印度       | 硬地-Hard             | 斯洛伐克 卡罗尔·库切拉      | 6-3 6-1         |
| 5.   | 2003年8月  | 长岛, 美国       | 硬地-Hard             | 美国 詹姆斯·布雷克          | 6-2 6-4         |
| 6.   | 2004年6月  | 诺丁汉, 英国     | 草地-Grass            | 瑞典 托马斯·约翰逊          | 1-6 7-6 6-3     |

### 单打进入决赛
- 2002年: 金奈（Chennai）
- 2002年: 华盛顿（Washington）
- 2003年: 印地安那波利斯（Indianapolis）
- 2004年: 金奈（Chennai）
- 2005年: 金奈（Chennai）
- 2005年: 斯德哥尔摩（Stockholm）

## 关于斯里查潘订婚喜讯的报道
（页面存档备份，存于） 人民日报（英文版）报道

 卡力吉时报报道

## 外部連結
- 帕拉东·斯里查潘（英文/西班牙文）的官方資料
- 帕拉东·斯里查潘的國際網球總會 職業／青少年 官方資料（英文）
- 帕拉东·斯里查潘的官方資料（英文）